# Редькино (Дмитровський міський округ)
Ре́дькино (рос. Редькино) — присілок у складі Дмитровського міського округу Московської області, Росія.

## Населення
Населення — 15 осіб (2010; 13 у 2002).
Національний склад (станом на 2002 рік):
- росіяни — 100 %